# Radios Appear
Radios Appear è l'album d'esordio del gruppo punk rock australiano dei Radio Birdman, registrato tra la fine del 1976 e l'inizio del 1977 ai Trafalgar Studios di proprietà del gruppo e pubblicato nel 1977. Succede all'esordio discografico,l'EP Burn My Eye uscito l'anno precedente.

## Il disco
Inizialmente l'album veniva venduto per posta, ai concerti o tramite i conoscenti. È diventato punto di riferimento per i gruppi australiani portatori della etica Do It Yourself. Nel 2010 è stato inserito al 13º posto tra i migliori album australiani di sempre.
Il titolo dell'album è preso dal brano Dominance and Submission dei Blue Öyster Cult.

## Formazione
- Warwick Gilbert - basso
- Ron Keeley - batteria
- Pip Hoyle - organo e piano
- Chris Masuak - chitarra & Piano in Descent into the Maelstrom
- Deniz Tek - chitarra
- Rob Younger -voce

## Tracce
Il disco si apre con la reinterpretazione di T.V. Eye degli Stooges.

### Edizione originale
1. TV Eye (scritta da Dave Alexander/Ron Asheton/Scott Asheton/Iggy Pop cover degli Stooges)
2. Murder City Nights
3. Anglo Girl Desire
4. Man with Golden Helmet
5. Descent into the Maelstrom
6. Monday Morning Gunk
7. Do the Pop
8. Love Kills
9. Hand of Law
10. New Race

### Edizione estera del 1978
1. What Gives?
2. Non-Stop Girls
3. Do the Pop
4. Man with Golden Helmet
5. Descent into the Maelstrom
6. New Race
7. Aloha Steve and Danno
8. Anglo Girl Desire
9. Murder City Nights
10. You're Gonna Miss Me (scritta da Roky Erickson e cover dei 13th Floor Elevators)
11. Hand of Law
12. Hit Them Again

### Edizione rimasterizzata del 1995
1. Aloha Steve & Danno
2. Non Stop Girls
3. Anglo Girl Desire
4. What Gives
5. Murder City Nights
6. Man with Golden Helmet
7. Descent into The Maelstrom
8. Do the Pop
9. Hand of Law
10. New Race
11. Love Kills
12. Monday Morning Gunk
13. Hit Them Again
14. TV Eye
15. You're Gonna Miss Me